# M3 (amas globulaire)
Pour les articles homonymes, voir M3.
M3 (ou NGC 5272) est un amas globulaire situé dans la constellation des Chiens de chasse à environ 33 300 a.l. de la Terre. Il a été découvert par l'astronome français Charles Messier en 1764. La magnitude apparente de cet amas est de 6,3, celui-ci est donc situé juste au-dessus de la limite théorique de visibilité à l'œil nu.

## Histoire
L'objet a été découvert en 1764 par Charles Messier et c'est le premier objet de son catalogue qu'il a lui-même découvert. En 1784, William Herschel a été le premier à résoudre M3 en étoiles et à le reconnaître comme un amas. La première étoile variable de l'amas a été découverte par Edward Charles Pickering. Solon Irving Bailey (en) a ensuite découvert 87 autres étoiles variables dans l'amas. De nouvelles étoiles variables continuent d'être identifiés jusqu'en 2004. En 1953, Allan Sandage a fait une découverte historique, la première étoile bleue traînarde dans cet amas.

## Observation

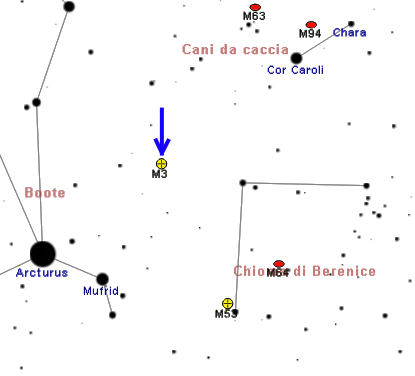
Carte de localisation de M3.

M3 est certainement l'un des plus beaux objets à observer dans un instrument d'amateur. L'amas est repérable aux jumelles et se présente alors comme une tache blanchâtre et diffuse. Il suffit pour cela d'observer la zone située à mi-chemin entre α Bootis (Arcturus) du Bouvier et α2 Canum Venaticorum (Cor Caroli) des Chiens de chasse. Un télescope de 114 mm permet de distinguer le noyau brillant du pourtour de l'amas de plus faible luminosité. Un télescope de 150 mm permet de résoudre la plupart des étoiles périphériques de l'amas. La vision devient féerique avec un instrument de 200 mm.

## Caractéristiques

### Population stellaire

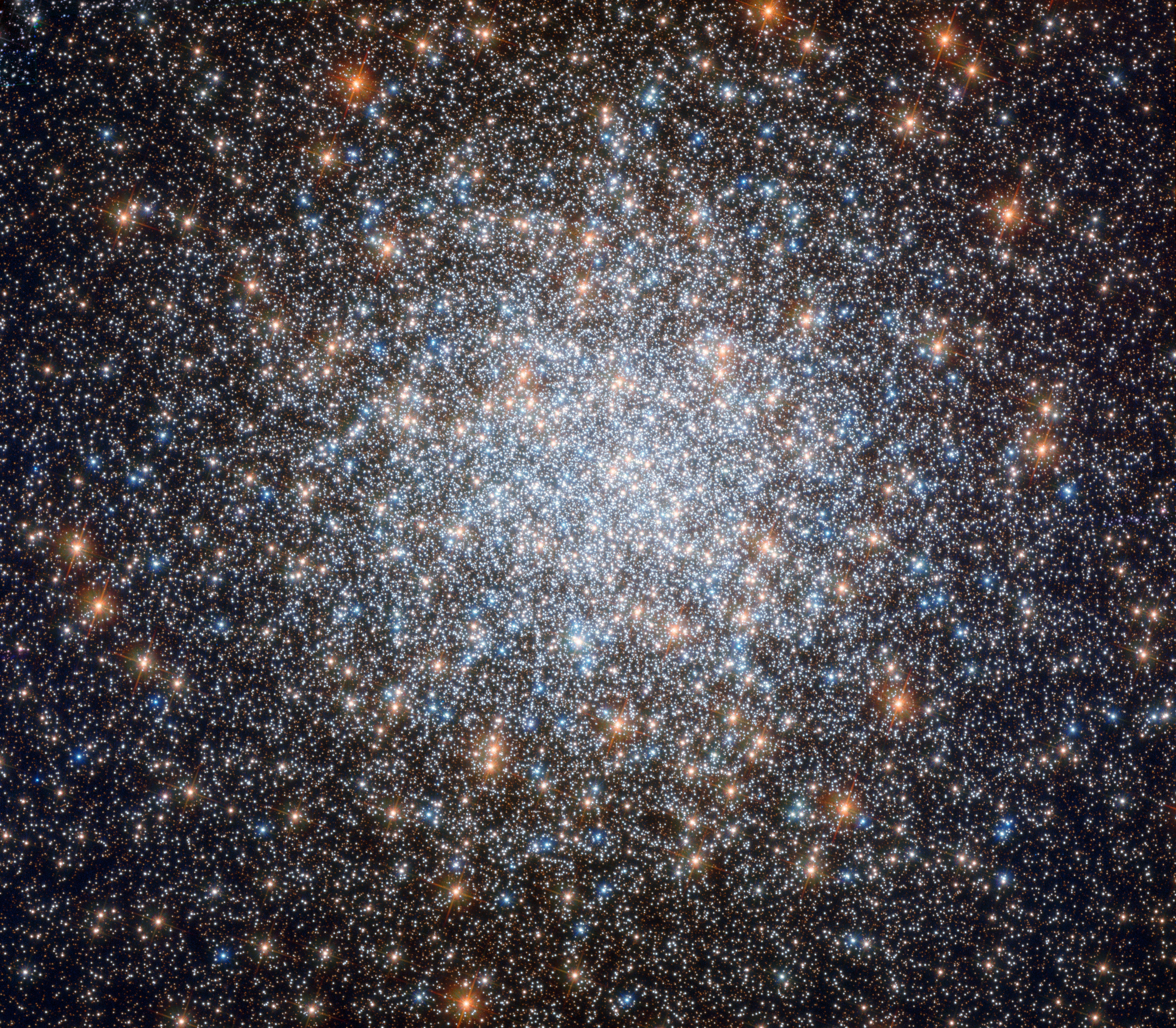
Les étoiles bleues traînardes de M3 sont mises en évidence par cette image captée par le télescope spatial Hubble.

M3 est l'un des plus gros et des plus brillants amas globulaires découverts à ce jour. Il contient environ un demi-million d'étoiles. Mais, ce qui rend M3 vraiment spécial est le nombre inhabituellement élevé d'étoiles variables qu'il contient. On continue d'en découvrir et à ce jour on en compte pas moins de 274, la population la plus élevée d'étoiles variables connue dans un amas globulaire. Au moins 170 de ces étoiles sont de type RR Lyrae.
M3 contient aussi un nombre relativement élevé d'étoiles traînardes bleues, que l'on voit distinctement dans l'image prise par le télescope spatial Hubble. Ces étoiles sont de jeunes étoiles plus chaudes et plus lumineuses que les autres, ce qui constraste avec les vieilles étoiles d'un amas globulaire. Leur mode de formation demeure un sujet de recherche.

### Métallicité, masse et distance
Selon une étude publiée en 2011 par J. Boyles et ses collègues, la métallicité de l'amas globulaire M3 (NGC 5272) est égale à -1,50 et sa masse est égale à 957 000{\displaystyle M_{\odot }}. Dans cette même étude, la distance de l'amas est estimée à environ 10,2 kpc (∼33 300 al).
Selon une autre étude publiée en 2010, la métallicité de M3 est égale à -1,34 [Fe/H] et son âge est de 11,39 milliards d'années.

## Autres images de M3

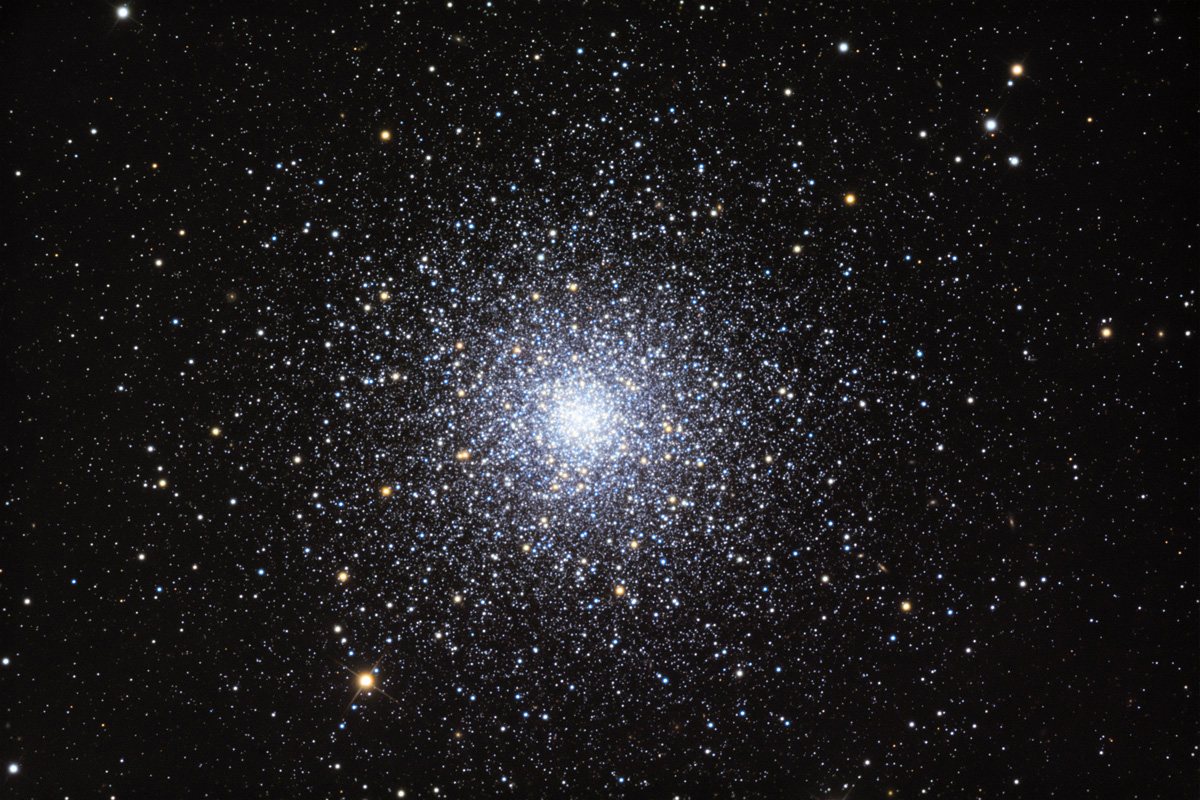
M3 par Adam Block (Observatoire du mont Lemmon/Université de l'Arizona).
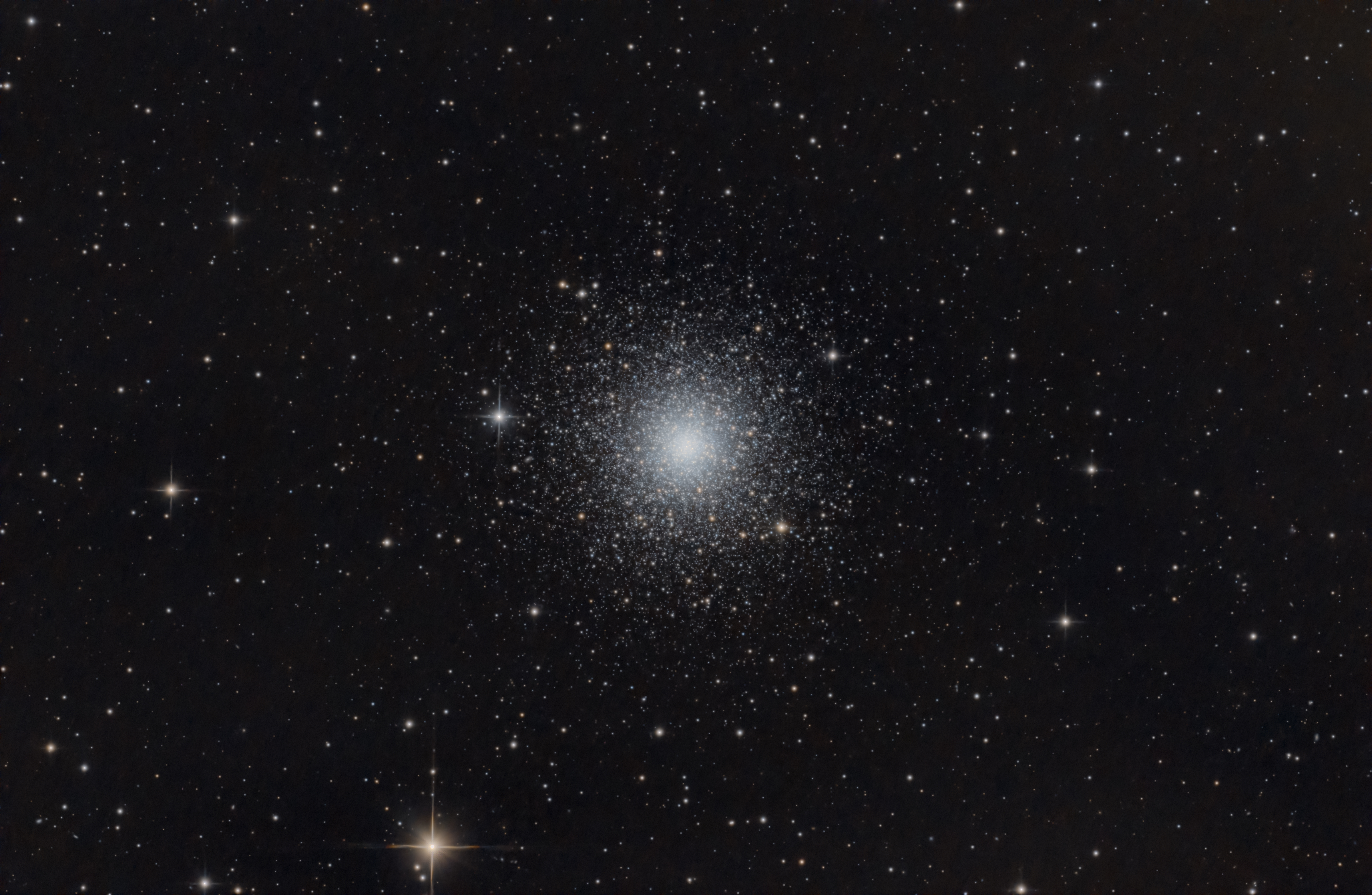
L'apparence de M3 dans un télescope amateur.
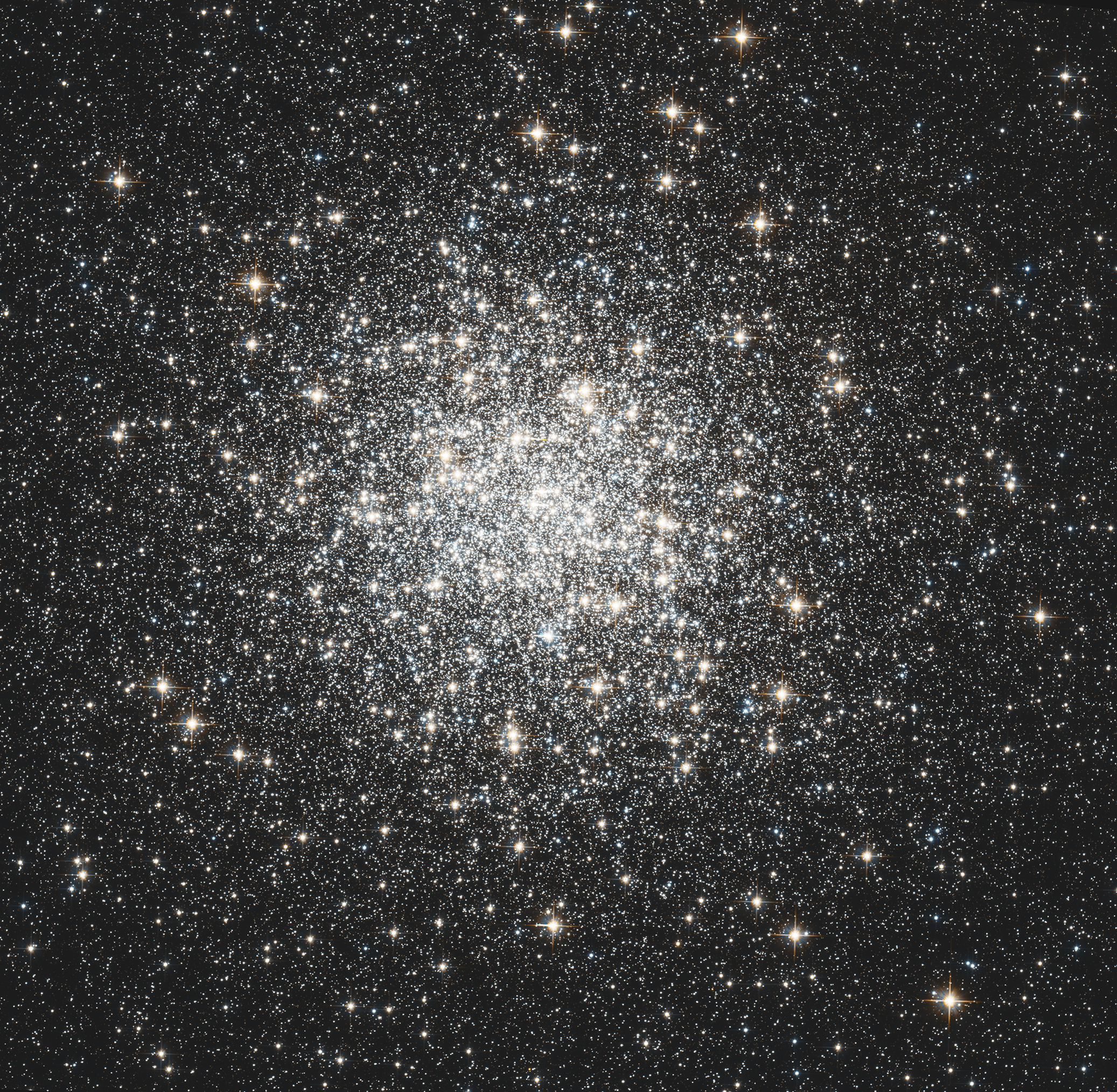
Image de M3 construite en utilisant les données en lumière visible et en infrarouge captées par le télescope spatial Hubble.
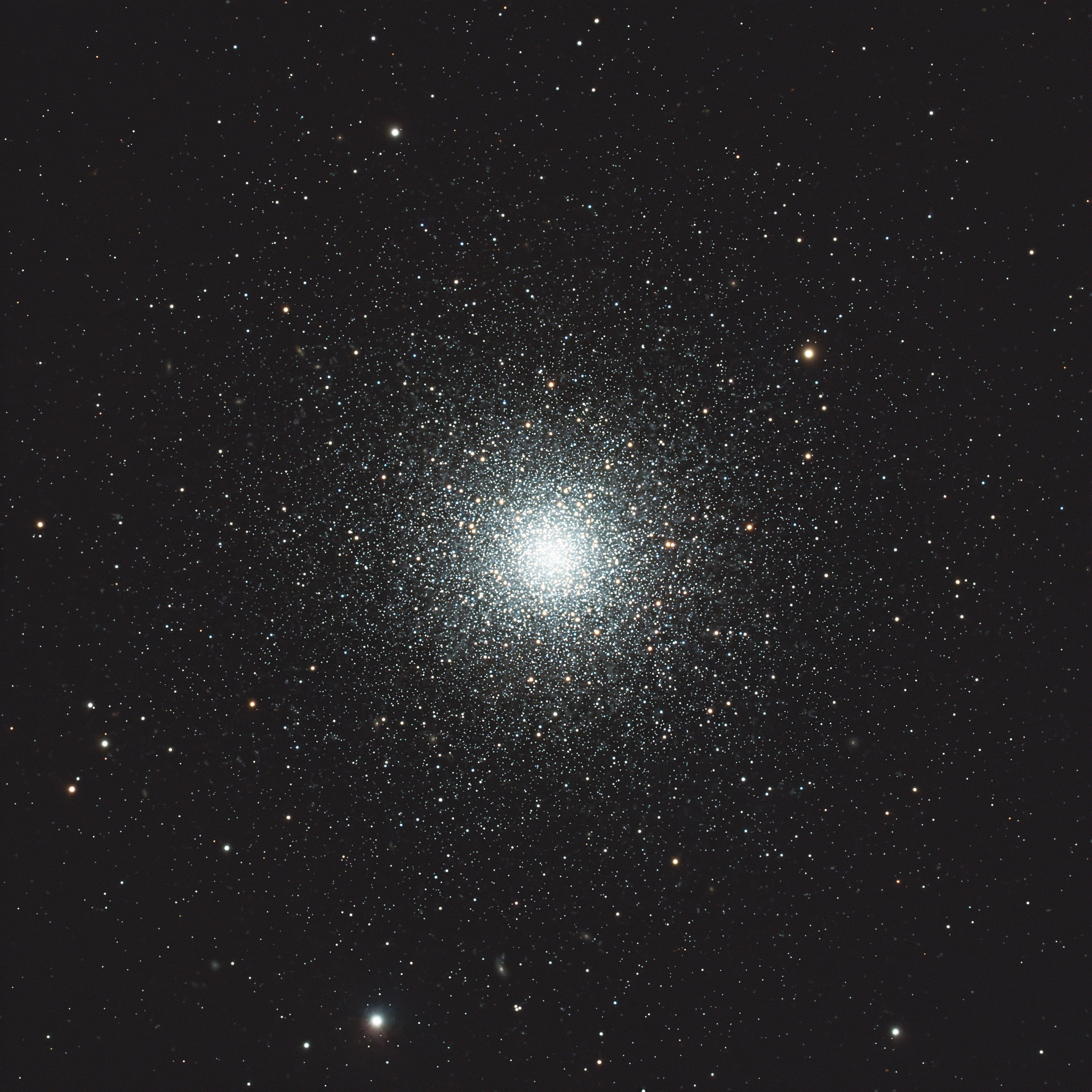
M3 par l'astrophotographe amateur Anthony MICHEL